# میرا سحاق
میرا سحاق (به عربی: میرا سحاق) یک روستا در سوریه است که در ناحیه مرکزی حارم واقع شده‌است. میرا سحاق ۶۱ نفر جمعیت دارد.